# Ubavit se k smrti
Ubavit se k smrti (anglicky Amusing Ourselves to Death) s podtitulem Veřejná komunikace ve věku zábavy je kniha amerického mediálního teoretika Neila Postmana, která vyšla v roce 1985 v USA. V Česku byla vydána dvakrát (Mladá fronta – 1999 a 2010) v překladu Ireny Reifové.

## Téma
Postman tvrdí, že zárodek televizní zpravodajské zábavy odstartoval už telegraf, už tehdy převažovalo množství zjednodušených, tedy i zkreslených, informací, nad „kvalitními“ informacemi. Věří, že poznání zprostředkované televizí je ve srovnání s epistemologií v éře tisku méněcenné, absurdní, dokonce nebezpečné. Přesto televizi neupírá i pozitivní přínos, např. velký emocionální vliv (např. vyvolání odporu proti válce ve Vietnamu). Konstatuje, že zatímco éra tištěného slova již vykázala více pozitiv než negativ, u televize jakožto relativně mladého média zůstává otevřenou otázkou, jaká dlouhodobější pozitiva přinese.
Dále podotýká, že sledovanost zpráv v komerčních televizích je posuzována podle toho, kolik lidí rozesmála, obává se, že lidé berou zprávy jako zábavu, k čemuž přispívají usměvaví moderátoři, znělka, podkreslení reportáží hudbou a minimální prostor na samotné divákovo zamyšlení. Divák nemá čas nad zprávou přemýšlet, protože mu to zpravodajská relace neumožní a hned na něj „chrlí“ další zprávu.
Skepticky se zamýšlí také nad televizní reklamou, která vlastně nic nevypovídá o skutečné kvalitě výrobku, jen působí na divákovy emoce. Nevesele pohlíží i na církve, které využívají televizi a přejímají i televizní „zábavný styl“ a dělají tak z víry neškodnou zábavu.
Je znechucen mocí televize a televizního zábavního průmyslu, televizní styl zpravodajství podle Postmana přebírají i ostatní média (tisk a rozhlas), zpravodajství, které má hlavně pobavit, ovlivňuje také politiku. Lidé podle Postmana nevolí politiky dle jejich politické vize, ale dle jejich vzhledu a zábavnosti.

## Kapitoly
- Předmluva

Část první
1. Médium je metaforou

2. Média jako epistemologie

3. Amerika v éře tištěného slova

4. Myšlení éry tištěného slova

5. Svět jako kaleidoskop
Část druhá
6. Věk zábavy

7. „A teď...“

8. Pojďme spolu do Betléma

9. Dejte někomu hlas

10. Vyučování jako zábava

11. Huxleyovské varování
- Poznámky
- Bibliografie
- Rejstřík

## Obsah knihy
Postman se v předmluvě zabývá rozpory mezi Orwellovou a Huxleyho vizí v jejich stěžejních dílech 1984 a Konec civilizace. Podle Postmana se Orwell v 1984 obával, že vláda zakáže knihy a přístup k informacím; obával se, že by vláda mohla skrývat před lidmi pravdu, a tak by se z lidí stala armáda zajatců; obával se, že lidstvo bude ovládáno pomocí nenávisti. Zatímco Huxley v Konci civilizace měl obavy, že lidé přestanou číst knihy sami od sebe; varoval před zahlcením „bezcennými“ informacemi, což v lidech vyvolá egoismus a pasivitu; varoval před tím, že pravda se utopí v moři bezvýznamností; varoval, že z lidstva se stane kultura trivialit; obával se, že lidstvo bude ovládáno pomocí slasti. Podle Postmanových slov se kniha zabývá tím, že pravdu měl Huxley.
V první kapitole Médium je metaforou autor předkládá téma knihy: pojednání o výrazném přerodu jedné mediální formy v jinou. Soumrak tištěného slova předznamenal vznik elektronické doby – éru televize, čímž dochází k velkým změnám v obsahu a významu veřejné komunikace, nakolik jsou obě média (tisk a televize) odlišná. Stejná informace, která je určena pro tisk, musí být konvertována či „přeformátována“ do pojmů vhodných pro televizi.
Vše, co vnímáme kolem sebe, je odrazem toho, jak to dokážeme popsat, vytváříme metafory. Jazyk i média jsou de facto metaforami, které tvoří obsah naší kultury.
Postman hodlá ve své knize demonstrovat, že došlo k výraznému posunu v oblastí médií a že se podstatná část obsahu veřejné komunikace proměnila v (často nebezpečné) nesmysly (kapitola 2 – Média jako epistemologie). Tvrdí, že v době vlády knihtisku byla situace v oblasti sdělování informací mnohem serióznější a racionálnější. Televize je dle něj nejnebezpečnější tehdy, pokud je ambiciózní a prezentuje se jako nosič významné kulturní komunikace.
Informace se v minulosti předávaly různou formou – ústní a později písemnou. Kultura, která je založena na ústní tradici má jiné pojetí pravdy než civilizace silně vázaná k tištěnému slovu. Podle Postmana jsou některé formy vyjadřování lepší než jiné a mají také zdravější vliv na danou kulturu. Úpadek epistemologie (volně vyjádřeno poznání, zprostředkovaných poznatků) tištěného slova a vzestup epistemologie televize vede ke stále masovějšímu ohlupování. Základní epistemologický axiom „věřit znamená vidět“ se měnil podle proměn médií, platilo též „věřit znamená číst“, „věřit znamená spočítat“ atd. S postupnou proměnou kultury od éry ústních tradic přes kulturu písma a tisku k epoše televize se zároveň mění i představa o tom, co je pravda.
Televize předefinovala pojem inteligence, nyní být inteligentní znamená vědět o mnoha věcech, nikoli je skutečně znát. Stane-li se z vážných věcí show a z občanů pasivní obecenstvo, kultura národa je v ohrožení. Hodnota informačního prostředí, v němž převládají triviality nad seriózními fakty, je mizivá. Vlivem televizního vysílání prodělává změny i tradiční vzdělávací systém, jenž ustupuje do pozadí. Vládne utopické přesvědčení, že technologický pokrok unáší civilizaci vstříc lepších zítřkům, do jakéhosi „sociálního ráje“. Nicméně se zatím situace jeví tak, že hlavní médium elektronické éry připoutává lidi ke své obrazovce a předkládá jim povrchní zábavu bez hlubších myšlenek a lidé ji přijímají a smějí se, aniž by v důsledku věděli, čemu.

## Citace z knihy
- Americká televize je krásné představení, každodenní chrlení tisícovek obrazů, oko si ani na chvíli neodpočine, neustále je k vidění nového. Široká paleta témat s minimálními nároky na porozumění. Je plně oddána poslání zásobovat publikum zábavou. (str. 105)
- Mnohokrát se ukázalo, že daná kultura je schopná přežít dezinformace a falešná mínění. Nikdo však dosud nedoložil, že může přežít i tehdy, dokáže-li obsáhnout celý svět ve dvaadvaceti minutách. Nebo určuje-li hodnotu zpráv podle toho, kolik lidí rozesmály. (str. 132)
- Pokud se politický diskurs promění v jeden velký žert, cenzura přestává být nezbytností. (str. 163)
- 21 % diváků si nedokáže vzpomenout na jedinou zprávu hodinu po vysílání. (str. 161)
- „Historie je pitomost“ řekl jednou Henry Ford. Dnes jej lze označit za optimistu éry tištěného slova. Odpověď věku elektřiny totiž zní „historie neexistuje“. (str. 158)
- Jak poznamenal Xenofanés, lidé si vždy vytvářejí bohy k obrazu svému. Neštěstím televizní politiky je, že činí další krok: Bohové sami sebe přetvářejí k obrazu, který by diváci chtěli vidět. (str. 156)
- V televizi se totiž politik nenabízí jako obraz sebe sama, nýbrž jako obraz samotného publika. (str. 154–155)

(Neil Postman: Ubavit se k smrti. Praha Mladá fronta 2010, překlad: Irena Reifová)